# Astropecten verrilli
Astropecten verrilli är en sjöstjärneart som beskrevs av deLoriol 1899. Astropecten verrilli ingår i släktet Astropecten och familjen kamsjöstjärnor.
Artens utbredningsområde är Kalifornien. Inga underarter finns listade i Catalogue of Life.